# غربال خاک‌برگ
غربال خاک‌برگ (به انگلیسی: Leaf litter sieve) قطعه‌ای از تجهیزاتی است که توسط حشره‌شناسان، به‌ویژه توسط سوسک‌شناسان (کلکسیونرهای سوسک) به عنوان کمکی برای یافتن بی‌مهرگان در خاک‌برگ به کار می‌رود.
یک غربال خاک‌برگ معمولی از گازی با سوراخ‌های تقریباً ۵ تا ۱۰ عرض میلی‌متر تشکیل شده است. حشره‌شناس تعداد انگشت‌شماری از لاش‌برگ را درون الک قرار می‌دهد که بالای یک صفحه یا سینی سفید قرار می‌گیرد. الک تکان داده می‌شود و حشرات از خاک‌برگ جدا می‌شوند و برای بررسی می‌ریزند. چارلز ولنتاین رایلی جزئیات استفاده از یک الک ساده با یک کیسه پارچه‌ای. یک غربال ترکیبی پیچیده‌تر توسط Hongfu توصیف شده است.